# Kirchberg-Tunnel (Bahnstrecke München–Treuchtlingen)
Der Kirchberg-Tunnel (auch: Kirchbergtunnel) ist ein 108 Meter langer Eisenbahntunnel der Bahnstrecke München–Treuchtlingen durch den Kirchenberg bei Zimmern.
Der Tunnel ist als Baudenkmal in die Bayerische Denkmalliste eingetragen.

## Geographie
Der Tunnel liegt südwestlich des Dorfs Zimmern in der gleichnamigen Gemarkung der Stadt Pappenheim und an der Bahnstrecke München–Treuchtlingen zwischen dem Bahnhof Solnhofen und dem Haltepunkt Pappenheim im Bereich von Streckenkilometer 128,879 bis 128,987. Der in einer Kurve liegende Tunnel kürzt einen engen Mäander der Altmühl ab, indem er als Sporntunnel den nach Nordosten in Altmühltal ragenden Bergsporn des Kirchenbergs, (440 m ü. NHN) welcher aus Kalk- und Mergelsteinen der Oxfordschichten des Weißjura besteht, durchstößt. Aufgrund der kurzen Länge ist trotz der Kurvenlage durch den Tunnel das gegenüber liegende Portal sichtbar. Kurz vor dem Ostportal überquert die Strecke die Altmühl.

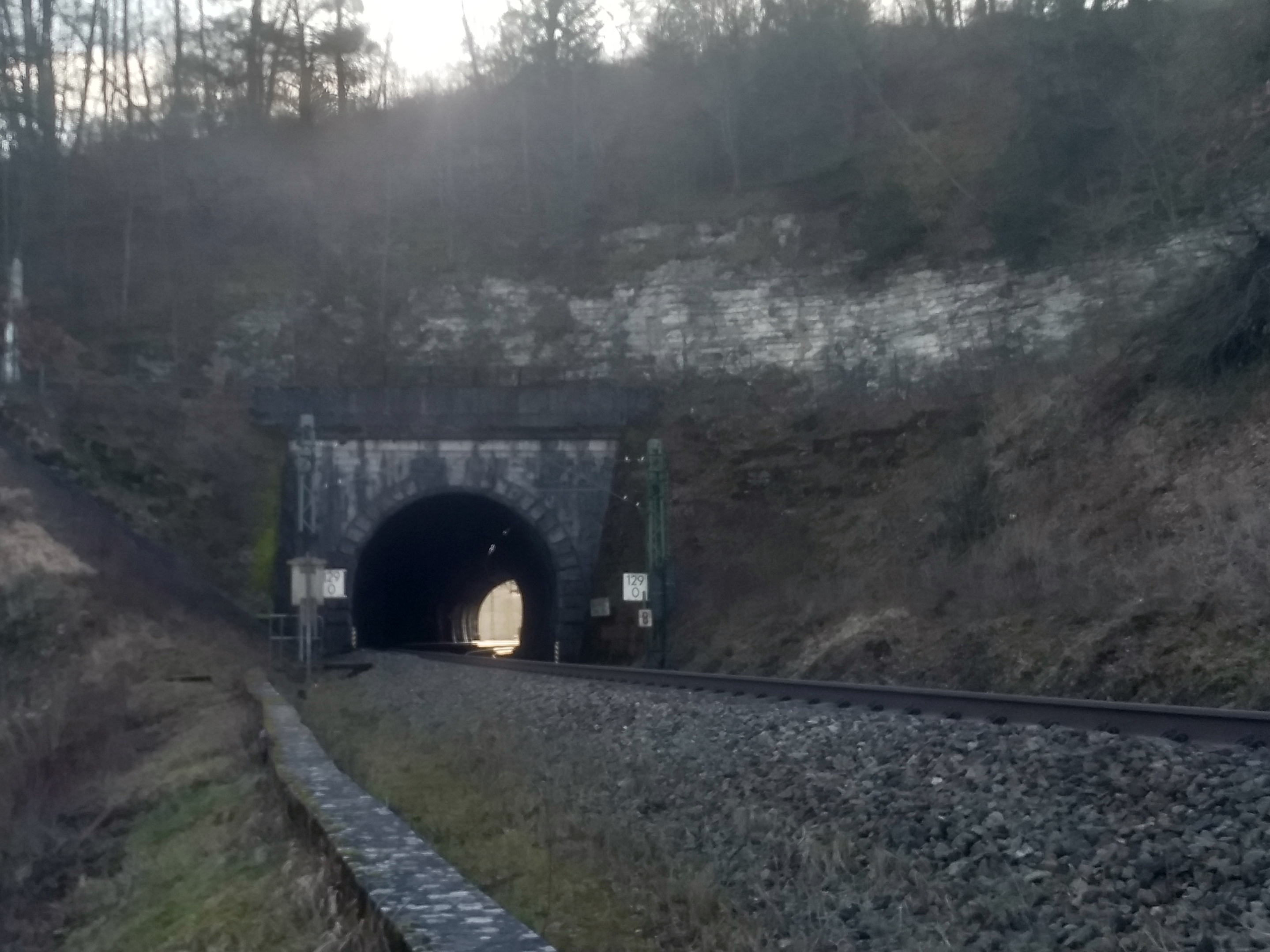
Westportal mit Felsböschung (2024)
Luftbild (2023)

## Geschichte
Beim Bau der Bahnstrecke München–Treuchtlingen durch das Altmühltal wurde, um den Minimalradius von 584 Metern nicht zu unterschreiten, ein Tunnel durch den Kirchenberg erbaut. Der Kirchberg-Tunnel wurde in den späten 1860er Jahren in der Deutschen Bauweise vorgetrieben und die Röhre innen ausgemauert. Strecke und Tunnel wurden am 12. April 1870 – zunächst eingleisig – in Betrieb genommen und 1891 zweigleisig ausgebaut.
Im Zweiten Weltkrieg wurde der Tunnel durch eine Explosion eines Munitionswagens beschädigt.
Der Tunnel wurde 1961 saniert. Neben der Beseitigung der Explosionsschäden wurden in Vorbereitung auf die Elektrifizierung der Strecke, um Platz für die Oberleitung zu schaffen, das Tunnelprofil durch eine Aufweitung des Gewölbes im oberen Bereich mit neuer Verputzung des anstehenden Gesteines im Torkretverfahren sowie durch eine Tieferlegung der Gleise erweitert. Zudem wurde die Entwässerung aus der Tunnelmitte an das südliche Widerlager in gelochte Steinzeugrohre DN 150 gelegt.
Die Elektrifizierung folgte 1962.
Nach 1961 wurde keine Sanierung mehr durchgeführt. In der Folge weisen das Gewölbe des Mauerwerkstunnels mehrere Hohlstellen, Nassstellen, Risse und kleinere Abplatzungen sowie die Widerlager Bereiche mit kleineren Verschiebungen auf. Die Entwässerungsrohre hinter den Wänden, die bei der Sanierung 1961 nicht erreichbar waren, sind mit Kalkablagerungen versintert, so dass sich bei Kälte Eiszapfen bilden. Darüber hinaus weisen die Portale einzelne Risse und offene Fugen auf. Die oberhalb des Westportals ausgebildete Felsböschung ist stark aufgelockert und unzureichend gesichert.
Aufgrund des baulichen Zustands wurden auf dem bahnlinken Gleis ständige Langsamfahrstellen mit 80 km/h eingerichtet, während auf dem bahnrechten Gleis 110 km/h zulässig sind. Zeitweise bestand auch auf dem anderen Gleis eine ständige Langsamfahrstelle mit 80 km/h. 2024 beträgt die Höchstgeschwindigkeit im Tunnel 70 km/h.
Die Deutsche Bahn sah den Tunnel 2020 in der damaligen Form am Ende seiner technischen Lebenszeit und stufte ihn in die Schadenskategorie 3 ein, nach der aus Gründen der Betriebssicherheit, nicht aus Gründen der Standsicherheit, eine Sanierung zur Aufrechterhaltung des Schienenverkehrs unumgänglich ist. Daher plant sie eine erneute Instandsetzung des Tunnels. Neben dem Anbringen einer neuen Innenschale aus Schalbeton mit unterschiedlichen Abdichtungen wurde auch ein wenige Meter entfernter paralleler Ersatzneubau geprüft, der wohl die Variante mit den geringsten betrieblichen Einschränkungen, aber höchsten Kosten dargestellt hätte, während eine Sanierung mit der Tunnel-in Tunnel-Methode einen eingleisigen Betrieb über viele Monate bedeutet.
Zur Bestimmung des besten Sanierungsverfahrens wurden Anfang 2020 Erkundungsbohrungen durch Tunnelwand und Fels durchgeführt. Ende 2023 war das Projekt der Tunnelerneuerung in der Entwurfsplanung.
Diese Planungen sehen eine Grundsanierung vor, für die der Tunnel rund acht Monate komplett gesperrt werden muss. Dabei muss der Gleisabstand von bisher 3,50 m auf 4 m erweitert werden, was nur durch eine Aufweitung des Querschnittes möglich ist. Der Termin für den Baubeginn ist noch offen.